# Лідс (Юта)
Лідс (англ. Leeds) — місто (англ. town) в США, в окрузі Вашингтон штату Юта. Населення — 864 особи (2020).

## Географія
Лідс розташований за координатами 37°14′35″ пн. ш. 113°21′18″ зх. д. / 37.24306° пн. ш. 113.35500° зх. д. (37.243098, -113.355121).  За даними Бюро перепису населення США в 2010 році місто мало площу 9,60 км², уся площа — суходіл. В 2017 році площа становила 16,30 км², уся площа — суходіл.

## Демографія
Згідно з переписом 2010 року, у місті мешкало 820 осіб у 304 домогосподарствах у складі 225 родин. Густота населення становила 85 осіб/км².  Було 352 помешкання (37/км²).
Расовий склад населення:
| - 97,4 % — білих - 0,5 % — азіатів - 0,2 % — корінних американців |

До двох чи більше рас належало 1,2 %. Частка іспаномовних становила 3,0 % від усіх жителів.
За віковим діапазоном населення розподілялося таким чином: 25,9 % — особи молодші 18 років, 47,0 % — особи у віці 18—64 років, 27,1 % — особи у віці 65 років та старші. Медіана віку мешканця становила 48,3 року. На 100 осіб жіночої статі у місті припадало 95,7 чоловіків;  на 100 жінок у віці від 18 років та старших — 98,0 чоловіків також старших 18 років.
Середній дохід на одне домашнє господарство  становив 78 258 доларів США (медіана — 55 083), а середній дохід на одну сім'ю — 83 590 доларів (медіана — 56 923). За межею бідності перебувало 4,2 % осіб, у тому числі 2,7 % дітей у віці до 18 років та 0,0 % осіб у віці 65 років та старших.
Цивільне працевлаштоване населення становило 263 особи. Основні галузі зайнятості: публічна адміністрація — 20,9 %, роздрібна торгівля — 20,5 %, науковці, спеціалісти, менеджери — 19,4 %.